# Beogradski Sindikat
Beogradski Sindikat (Sindicatul Belgradului) este o formație sârbă de hip hop din Belgrad . A fost creată pe 21 martie 1999. prin unirea grupurilor Ordinul Dragonului, TUMZ (Tehnika upravljanja mikrofonom i znanjem)/(TFMȘ) (Tehnică folosiri microfonului și științei) și solo MC Feđa Dimović (Flex), iar ulterior s-au alăturat Șeful Sale, Prota și DJ Iron.

## Dezvoltarea grupului
Cântecele lor indică adesea la diverse probleme din societate.   Una dintre cele mai faimoase melodii ale acestora cu privire la problemele sociale sunt: Nimeni nu poate știa, Serbia, Drept prin vânt, Las-o baltă, Sistemul te minte și Martorul - colaboratorul .
În iulie 2010. au lansat un nou album Eroii Discreți, care poate fi descărcat gratuit de pe site-ul oficial al formației Sindicatul Belgradului.  
Pe 28 aprilie 2012. au susținut un concert în sala completă al Arenei Belgrad, care este, de asemenea, cel mai mare concert al lor.   

## Angajament politic și social
S-au profilat ca o formație foarte implicată, cu puncte de vedere politice clare și o notă puternică patriotică în cântecele lor. Liderul al Sindicatul Belgradului, Fedja Dimovic, de profesie avocat, a criticat aspru acordul de la Bruxelles.  La 18 februarie 2007. au organizat un concert gratuit pentru păstrarea celui de-al cincilea parc din Zvezdara.  Au făcut spectacole în închisori și penitenciare din toată Serbia. 
Fostul membru și producător al Sindicatul Belgradului, Aleksandar Protic, este președintele partidului A 3-a Serbia din 2013.  Protic nu este membru al grupului din martie 2012. considerând că decizia sa de a se angaja politic nu era în concordanță cu ideile susținute de Sindicatul Belgradului.
Mitropolia Muntenegrului și Litoralul le-au decorat în februarie 2020. 

## Membri

### Prezenți
- Boško Ćirković (Škabo); Boșco Circovici (Șcabo) - MC, producător
- Blaža Vujović (Žobla); Blaja Vuiovici (Jobla) - MC
- Ognjen Janković (Ogi); Oghnien Iancovici (Ogi) - MC
- Marko Đurić (Deda); Marco Diurici (Deda/Moșul) - MC, producător
- Darko Marjanović (Dare); Darco Marianovici (Dare) - MC
- Đorđe Jovanović (ĐoloĐolo); Gheorghe Iovanovici (GioloGiolo) - MC, autor video, producător
- Feđa Dimović (Flex); Fegea Dimovici (Flex) - MC, producător
- Aleksandar Karadžinović (Šef Sale); Alexandar Karaginovici (Șeful Sale) - MC, producător
- Stefan Novović (Iron); Stefan Novovici (Iron/Fier) - DJ

### Foști
- Aleksandar Protić (Prota); Alexandar Protici (Prota) - DJ, producător
- Vladimir Ćorluka (Dajs Ro); Vladimir Ciorluca (Dice Ro) - MC

## Discografie

### Albume de studio
- BSSST ... Tăcere! (2001)
- Carne de vită (2002)
- Toți împreună (2005)
- Eroii discreți (2010)

### Ediții
- Ei sunt (2006)

## Linkuri externe
- Site web oficial
- Sindicatul Belgradului pe site-ul Diskogs
- Beogradski Sindikat's channel pe YouTube
- Beogradski Sindikat pe Facebook
- Concertul al Sindicatul Belgradului în Arena Belgradului (28 aprilie 2012)